# Follikelstimulerande hormon

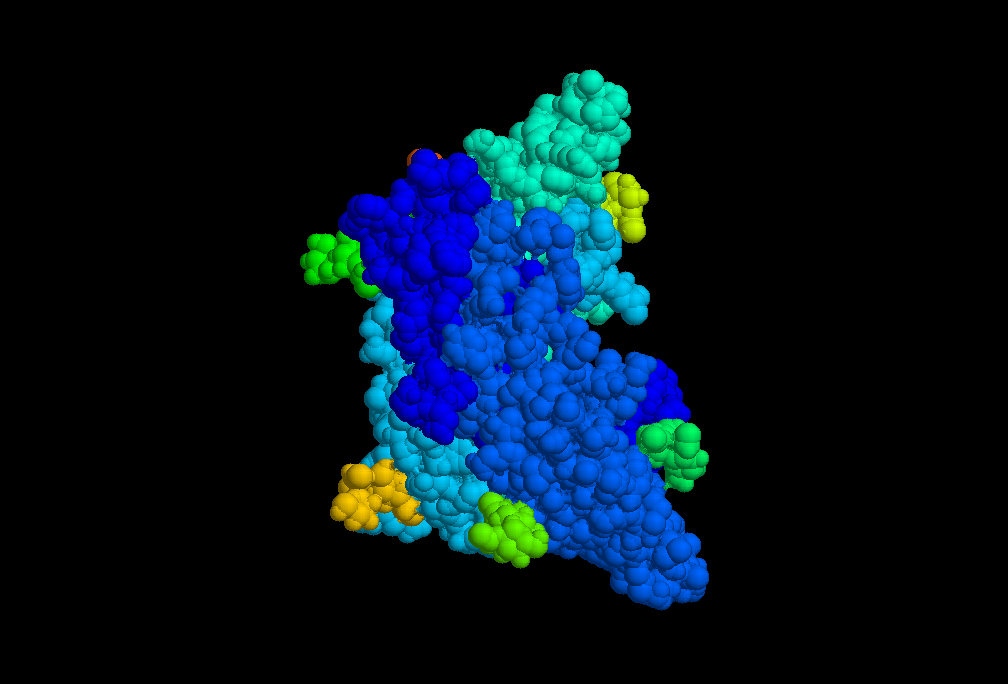
Betapolypeptiden av Follikelstimulerande hormon.

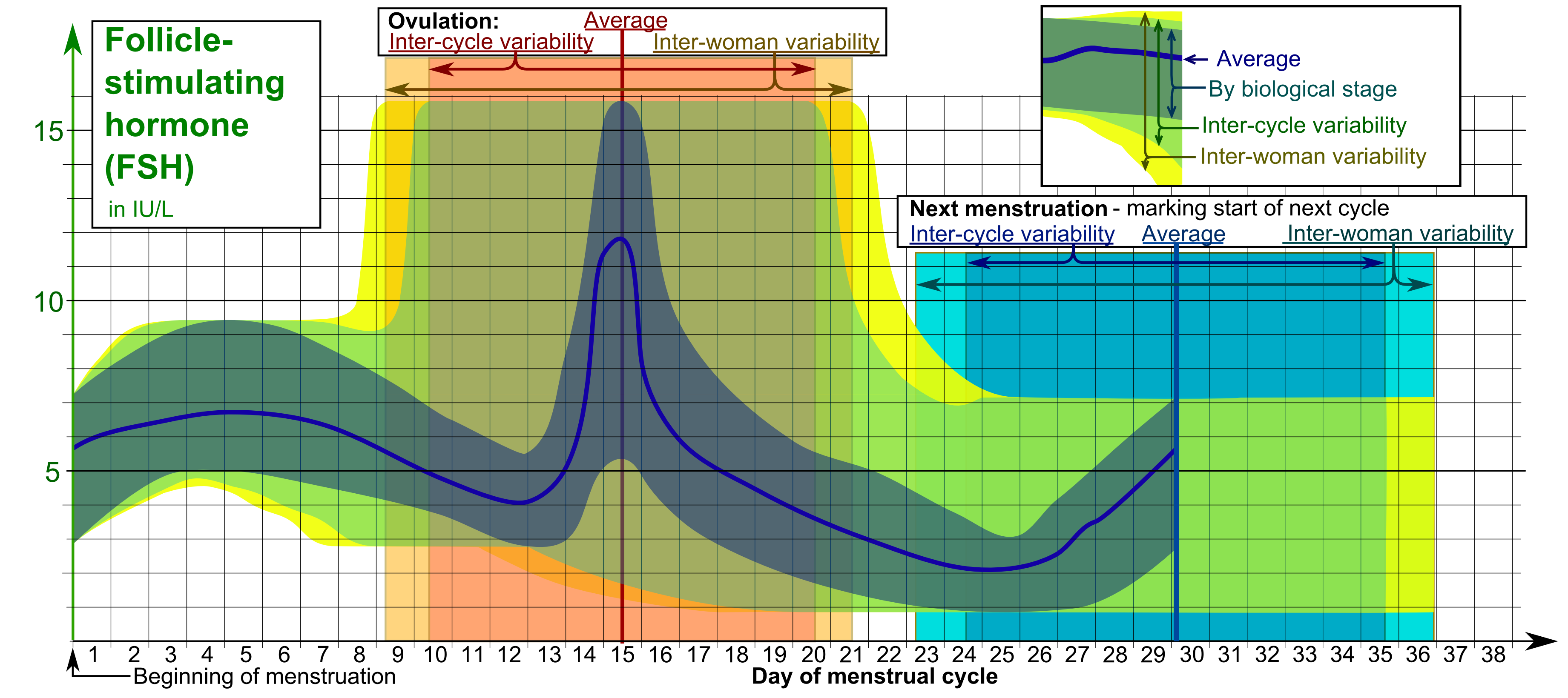
Kvinnors FSH-värden under menstruationscykeln.

Follikelstimulerande hormon, FSH, follitropin, är en gonadotropin som produceras i adenohypofysen. FSH är centralt för fortplantningen, och stimulerar utvecklingen av gametogenesen (könsceller) och dess stödceller, från puberteten.
FSH består av en alfaenhet som är ett glykoproteinhormon, och en betaenhet som är en glykopolypeptid. Det, liksom gonadotropinen luteiniserande hormon, frisätts av gonadotropinfrisättande hormon (GnRH) och binds vid könskörtlarna av gonadotropinreceptorer.
FSH aktiveras olika för fertila kvinnor och män. Hos kvinnor stimulerar FSH utvecklingen av folliklar (ägg, granulosa celler) i äggstockarna, och dess värde varierar under menstruationscykeln: ett par dagar innan ägglossning sjunker FSH hastigt för att sedan lika hastigt stiga vid, och bidra till, ägglossningen. Nivån av FSH är som lägst veckan innan menstruation. Hos män är FSH-värdet mer konstant och påverkar testiklarna att producera spermatozoer.
För låga nivåer FSH kallas hypogonadotropism.